# Orivesi–Jyväskylä-banan

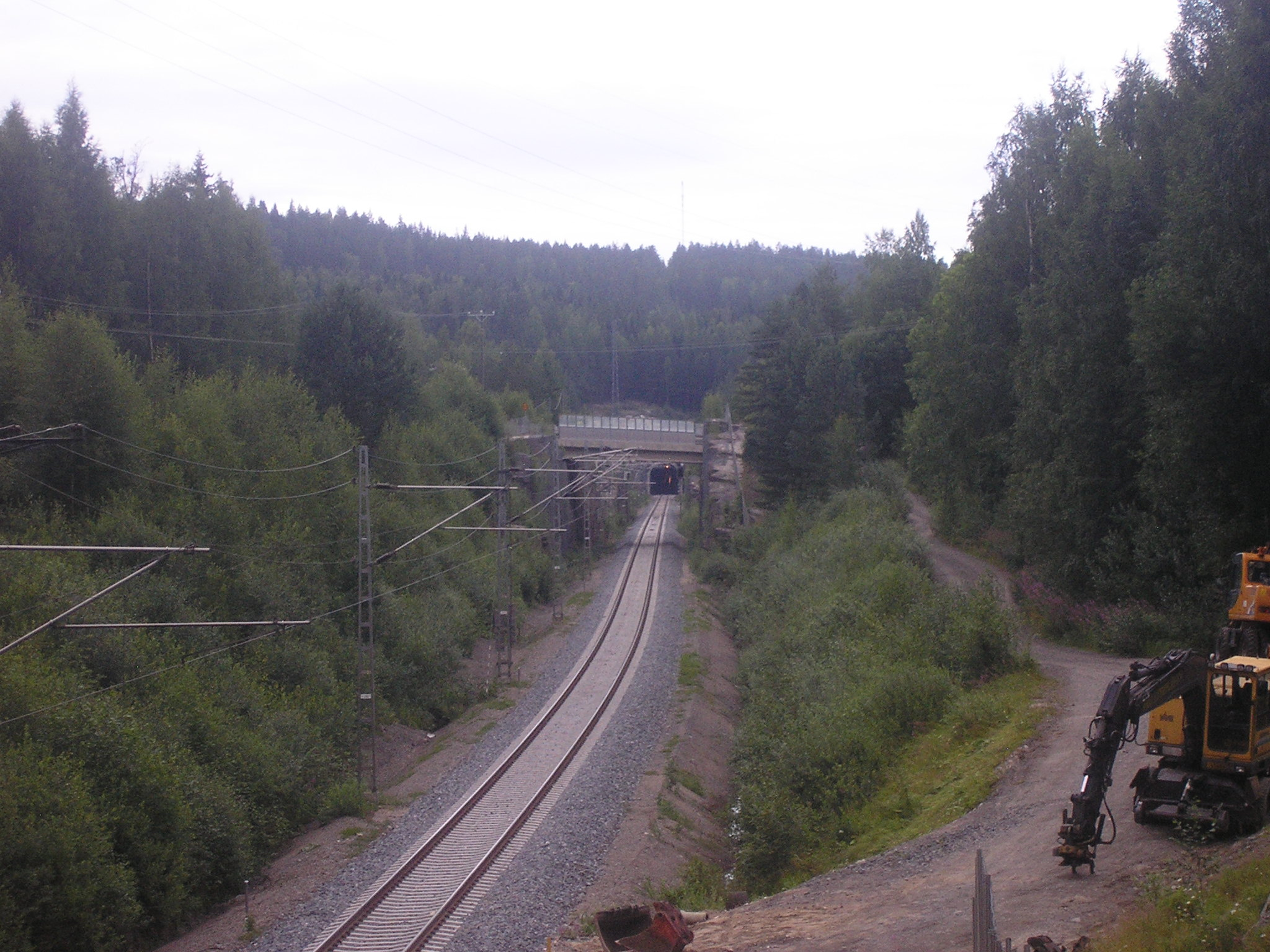
Banan och Paasivuori-tunneln i Muurame

| Unknown BSicon "ABZg+r" |

| Station on track |

| Unknown BSicon "ABZgr" |

| Non-passenger station/depot on track |

| Non-passenger station/depot on track |

| Non-passenger station/depot on track |

| Station on track |

| Unknown BSicon "ABZgl" |

| Non-passenger station/depot on track |

| Non-passenger station/depot on track |

| Unknown BSicon "ABZg+r" |

| Station on track |

| Straight track |

| Unknown BSicon "ABZg+r" |

| Station on track |

| Unknown BSicon "ABZgr" |

| Non-passenger station/depot on track |

| Non-passenger station/depot on track |

| Non-passenger station/depot on track |

| Station on track |

| Unknown BSicon "ABZgl" |

| Non-passenger station/depot on track |

| Non-passenger station/depot on track |

| Unknown BSicon "ABZg+r" |

| Station on track |

| Straight track |

Orivesi-Jyväskylä-banan eller Jämsäbanan är en bansträckning som tillhör det finländska järnvägsnätet och som går från Orivesi, via Jämsä till Jyväskylä. Banans längd är 112,7 km, den är enspårig och elektrifierad. Sträckan Orivesi − Jämsänkoski blev klar 1951 och sträckan därifrån till Jyväskylä färdigställdes 1977 (persontrafik inleddes 1978). Det finns åtta tunnlar i banan:
| Namn                   | Längd (m) | Färdigställd år |
| ---------------------- | --------- | --------------- |
| Lahdenvuori tunnel     | 4 290     | 1974            |
| Paasivuori tunnel      | 2 459     | 1969            |
| Keljonkangas tunnel I  | 1 064     | 1968            |
| Paavalinvuori tunnel   | 768       | 1975            |
| Lautakkomäki tunnel    | 383       | 1972            |
| Matomäki tunnel        | 239       | 1970            |
| Keljonkangas tunnel II | 233       | 1967            |
| Sahinmäki tunnel       | 154       | 1973            |
| [ 1 ]                  |           |                 |